# Gallmühle
Gallmühle ist eine Streusiedlung in der Marktgemeinde Grafenschlag im Bezirk Zwettl in Niederösterreich.

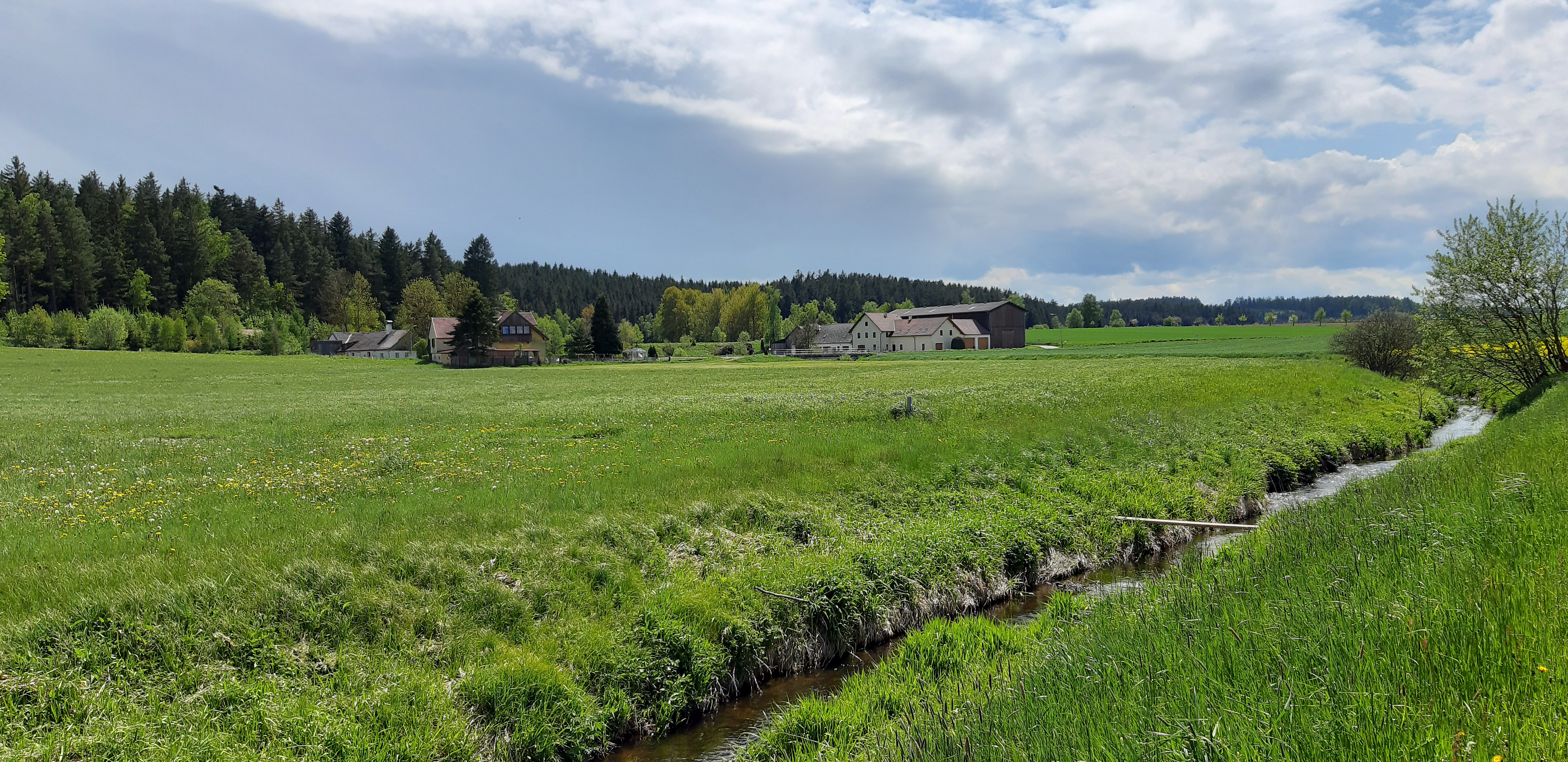
Blick auf die Ansiedlung Gallmühle mit Purzelkamp im Vordergrund

## Geografie
Die aus 3 Häusern bestehende Siedlung befindet sich am Flusslauf des Purzelkamps an der Straße nach Voitschlag und gehört zur Katastralgemeinde Kaltenbrunn.

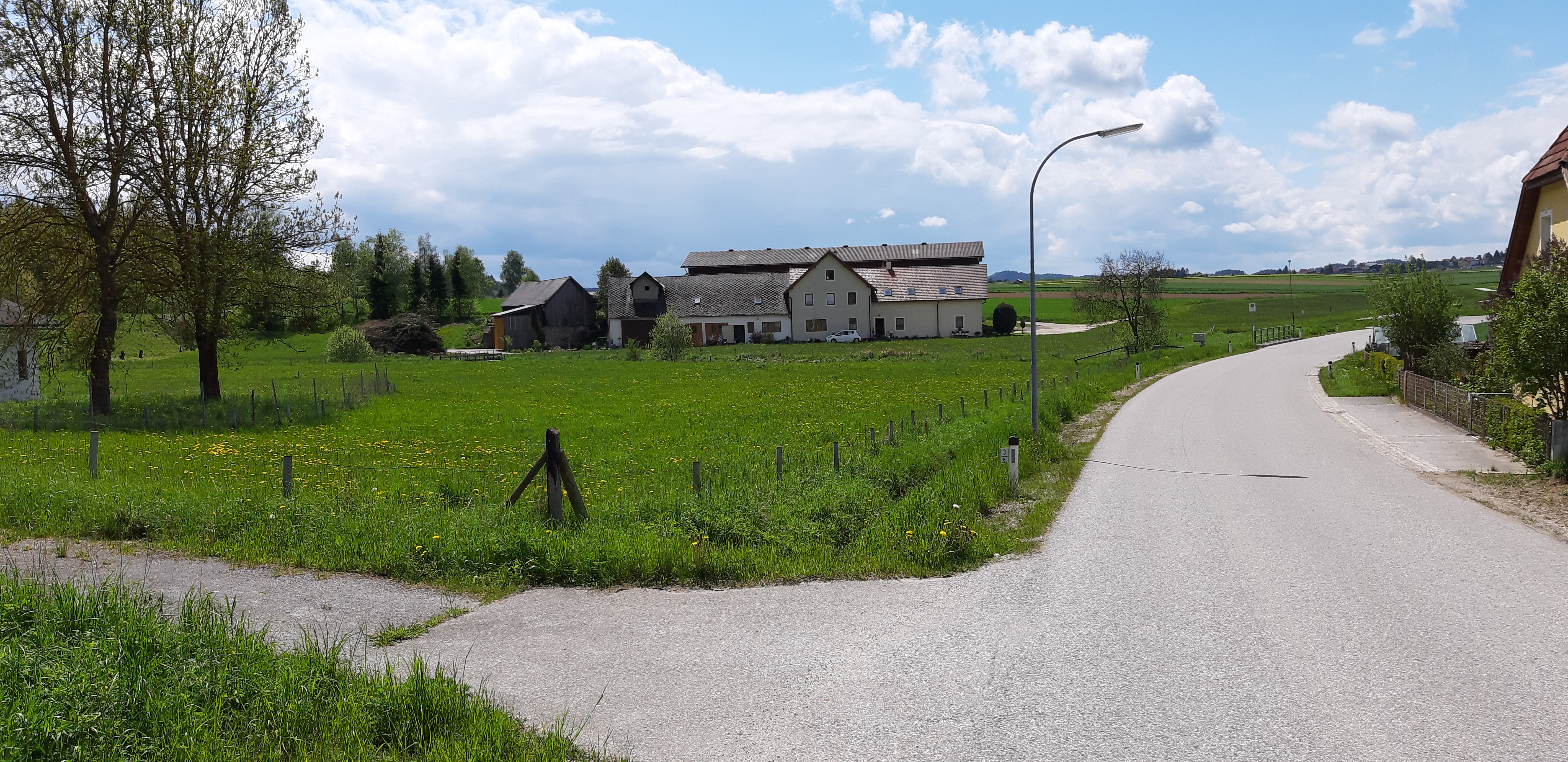
Blick auf die Gallmühle selbst

## Geschichte
Die Ansiedlung entstand rund um die bereits 1321 genannte Mühle, diese wurde zunächst Luegmühle und ab 1630 Gallmühle genannt. Sie war dem Stift Zwettl tributpflichtig und seit 1849 ein Teil der Gemeinde Grafenschlag bzw. dessen Katastralgemeinde Kaltenbrunn.
Laut Adressbuch von Österreich war im Jahr 1938 in Gallmühle ein Sägewerk ansässig.